# Депресија (геологија)
Депресија у геологији је терен које је потонуо у односу на остало земљиште које га окружује, настаје услед различитих механичких утицаја. Највећа депресија на свету је Мртво море.

## Облици депресије
- Басен је било која велика депресија седиментног терена. У тектоници је обично назив за кружно удубљење (геолошки басен). У седиментологији је удубљење испуњено седиментима (седиментни басен).
- Депресија настала дувањем ветра (еолски процес) најчешће настаје у песковитим пустињама или исушеним пост-глацијалним теренима.
- Кратер је депресија терена настала ударом (кратер метеорита).
- Депресија може настати и услед наглог уршавања тла, као што је настајање отвора на плафону пећине или кратера услед вулканске ерупције.
- Долина је такође облик депресије настала услед речног или глацијалног процеса.

Потапање тла настаје под теретом материјала који се на њему налази, као што су снег и лед. Под тежином глечера који се полако крећу тло бива састругано и потиснуто. Стене које нису под глечером могу бити повучене па се такав вид депресије назива периферијална депресија. Под утицајем воде на копну настаје речна ерозија и депресија речног корита као и депресија приморског терена услед морске воде.